# IX. Alfonz leóni király
IX. Alfonz (asztúriaiul: Alfonsu) (Zamora, 1171. augusztus 15. – Sarria, 1230. szeptember 24. vagy 1230. szeptember 23.) a Burgundiai-házból származó leóni király (1188 – 1230) II. Ferdinánd (1137 - 1188) leóni király fia és utóda, akinek az édesanyja Urraca (1151 – 1188) volt, II. Ferdinánd első felesége,  I. Alfonz  (1109? – 1185)  portugál királynak és Savoyai Matildának (1125 – 1157) a leánya, a házasságot egyébként a pápa 1175-ben érvénytelenítette.

## Élete
A király 1197-ben feleségül vette a szintén a Burgundiai-házból származó Berengáriát (1180 – 1246), unokatestvérének, VIII. Alfonz (1155 – 1214) kasztíliai királynak  és a  Plantagenet-házból  származó Eleonórának (1161? 1162? – 1214), II. Henrik angol király (1133 – 1189) és Aquitániai Eleonóra (1122 – 1204) lányának (I. (Oroszlánszívű) Richárd (1157 – 1199) király húgának, I. (Földnélküli) János (1167–1216) király nővérének) a gyermekét, aki IX. Alfonz második felesége lett. (Berengáriának pedig IX. Alfonz a második férje. Első férje II. Konrád sváb herceg volt, akit 1196-ban meggyilkoltak, a vele 1188-ban megkötött házasságot már 1191-ben III. Celesztin pápa érvénytelenítette.)
IX. Alfonz és Berengária házasságát pedig a közeli rokoni kapcsolat miatt III. Ince pápa 1204-ben érvénytelenítette, és Berengária – a házaspár gyermekeivel együtt – hazatért apja udvarába. A leóni király figyelme ekkor visszafordult az első felesége, Terézia (1176? 1181? – 1250), I. Sancho (1154–1211) portugál király és felesége, Barcelonai Dulcia (1160–1198) lánya és az e házasságából született gyermekei felé, amely házasságot egyébként III. Celesztin pápa már 1196-ban – szintén a közeli rokoni kapcsolat miatt – érvénytelenített. A két királyság viszonya meg is romlott, és emiatt IX. Alfonz nem vett részt 1212-ben a Las Navas de Tolosa mellett lezajlott ütközetben. Ebben a csatában a VIII. Alfonz vezette, keresztesek által támogatott kasztíliai-navarrai-aragón-portugál sereg döntő győzelmet aratott az Almohádoknak a Muhammad al-Nasir (? – 1213) kalifa (spanyol krónikákban: „Miramamolín”) vezette mór serege felett, és a keresztény  seregek diadala visszafordíthatatlanná tette a reconquista, azaz a hispán félszigetnek a móroktól való visszafoglalásának folyamatát.
Később IX. Alfonz beavatkozott Kasztília ügyeibe: 1217-ben meghalt I. Henrik (1204–1217) király, VIII. Alfonz fia és utóda. Kasztília királynője ekkor Berengária lett, I. Henrik nővére, azonban még ebben az évben (1217) lemondott a IX. Alfonztól született fia, Ferdinánd (1201? – 1252) javára, ő  III. (Szent) Ferdinánd király (1217–1252). IX. Alfonz ekkor a maga uralma alatt akarta egyesíteni a két királyságot, és a leóni sereg bevonult Kasztíliába. A kasztíliai nemesség azonban nem állt ő mellé, IX. Alfonz támogatás hiányában visszavonta seregét és 1218-ban kiegyezett a kasztíliaiakkal.
IX. Alfonz sikeresen harcolt a mórok ellen: 1227-ben Cácerest, 1230-ban Méridát és Badajozt foglalta vissza tőlük. A király arról is nevezetes, hogy 1218-ban ő alapította a híres salamancai egyetemet.
IX. Alfonznak a Teréziától született, szintén Ferdinánd nevű fia már 1214-ben meghalt, így a király halálakor (1230), III. Ferdinánd – szintén III. Ferdinánd néven – tulajdonképpen akadály nélkül León királya (1230–1252) lett. Ezután a két királyi cím már sohasem vált szét, Kasztília uralkodói egyúttal mindig León uralkodói is lettek.